# Argyrolepidia dohertyi
Argyrolepidia dohertyi är en fjärilsart som beskrevs av Charles Oberthür 1894. Argyrolepidia dohertyi ingår i släktet Argyrolepidia och familjen nattflyn. Inga underarter finns listade i Catalogue of Life.